# Helix
Helix je komercijalna Linux distribucija bazirana na Ubuntuu odnosno Debianu namijenjena radu u oblasti IT sigurnosti, prvenstveno za digitalnu forenziku. Koristi GNOME sučelje i posjeduje mnoštvo forenzičkih alata.
Aktualna verzija Helix 3 dostupna je u tri varijante i to: Helix 3 Pro, Helix 3 Live Response i Helix 3 Enterprise.
Helix 3 Pro je najnoviji član Helix 3 obitelji proizvoda, pokreće se s LiveCD-a i služi za klasičnu forenzičku istragu i analizu.
Helix 3 Live Response namijenjen je prikupljanju podataka koji se nalaze u memoriji i pokreće se s USB drivea.
Helix 3 Enterprise namijenjen je mrežnom okruženju gdje je potrebno preventivno djelovati ali i provoditi analizu rizičnih ponašanja, kršenja pravila i hakerskih napada. 
Prethodna verzija Helix distribucije bila je besplatna što je utjecalo na široku rasprostranjenost ove distribucije.

## Također pogledajte
- Digitalna forenzika

## Vanjske poveznice
- e-fense